# Club de Fútbol Barcelona 1954-1955

## Rosa
| N. |                           | Ruolo | Calciatore                        |
| -- | ------------------------- | ----- | --------------------------------- |
|    | Spagna (bandiera)         | P     | Antoni Ramallets                  |
|    | Spagna (bandiera)         | P     | Francisco Javier Goicolea Areitio |
|    | Spagna (bandiera)         | D     | Joan Segarra                      |
|    | Spagna (bandiera)         | D     | Joaquim Brugué                    |
|    | Cecoslovacchia (bandiera) | D     | Jiří Hanke                        |
|    | Spagna (bandiera)         | D     | José Seguer                       |
|    | Spagna (bandiera)         | D     | Esteban Areta                     |
|    | Spagna (bandiera)         | D     | Sígfrid Gràcia                    |
|    | Spagna (bandiera)         | D     | Gustau Biosca                     |
|    | Spagna (bandiera)         | C     | Andreu Bosch                      |
|    | Uruguay (bandiera)        | C     | Dagoberto Moll                    |

| N. |                     | Ruolo | Calciatore               |
| -- | ------------------- | ----- | ------------------------ |
|    | Spagna (bandiera)   | C     | Isidre Flotats           |
|    | Spagna (bandiera)   | C     | Marià Gonzalvo           |
|    | Spagna (bandiera)   | C     | Luis Suárez              |
|    | Ungheria (bandiera) | A     | László Kubala            |
|    | Uruguay (bandiera)  | A     | Ramón Alberto Villaverde |
|    | Spagna (bandiera)   | A     | Eduardo Manchón          |
|    | Spagna (bandiera)   | A     | Moreno                   |
|    | Spagna (bandiera)   | A     | Justo Tejada             |
|    | Spagna (bandiera)   | A     | Estanislao Basora        |
|    | Spagna (bandiera)   | A     | Mandi                    |
|    | Spagna (bandiera)   | A     | César Rodríguez          |
|    | Spagna (bandiera)   | A     | Alfonso Navarro Perona   |

### Staff tecnico
- Allenatore:  Sandro Puppo